# اریک فریدمن
اریک فریدمن (انگلیسی: Erick Friedman؛ ‏ ۱۶ اوت ۱۹۳۹ – ۳۰ مارس ۲۰۰۴) موسیقی‌دان، نوازندهٔ ویولن و استاد موسیقی اهل ایالات متحده آمریکا بود. وی به‌عنوان تک‌نواز ویولن در فیلارمونیک نیویورک، فیلارمونیک برلین، ارکستر سمفونیک شیکاگو و ارکستر سمفونیک بوستون به اجرای برنامه پرداخت و با رهبران ارکستر نامداری چون هربرت فون کارایان، لئوپولد استوکوفسکی، ویلیام استاینبرگ، اریش لاینسدورف، آندره پره‌وین و سیجی اوزاوا به اجرای برنامه پرداخته بود. او در سال ۱۹۹۶ برندهٔ جایزهٔ گرمی است.
اریک فریدمن نواختن ویولن را از ۶ سالگی آغاز و در سن ۱۰ به مدرسه جولیارد رفت و تنها شاگرد خصوصی ناتان میلشتین و یاشا هایفتز بود. او از سن ۱۷ سالگی، شاگردِ یاشا هایفتز در دانشگاه کالیفرنیای جنوبی بود و در سال ۱۹۶۱ با او کنسرتو برای دو ویولن (باخ) را ضبط کرد.
او یا یکی از ویولن‌های آنتونیو استرادیواری به نام «لودویگ» که در سال ۱۷۲۴ در کرمونا ساخته شده بود، و دو ویولن از جوزپه گوارنری به اجرای برنامه می‌پرداخت.